# Grand-Couronne
Grand-Couronne [ɡʁɑ̃ kuʁɔn] ist eine Stadt mit 9722 Einwohnern (Stand 1. Januar 2022) im französischen Département Seine-Maritime in der Region Normandie.

## Lage

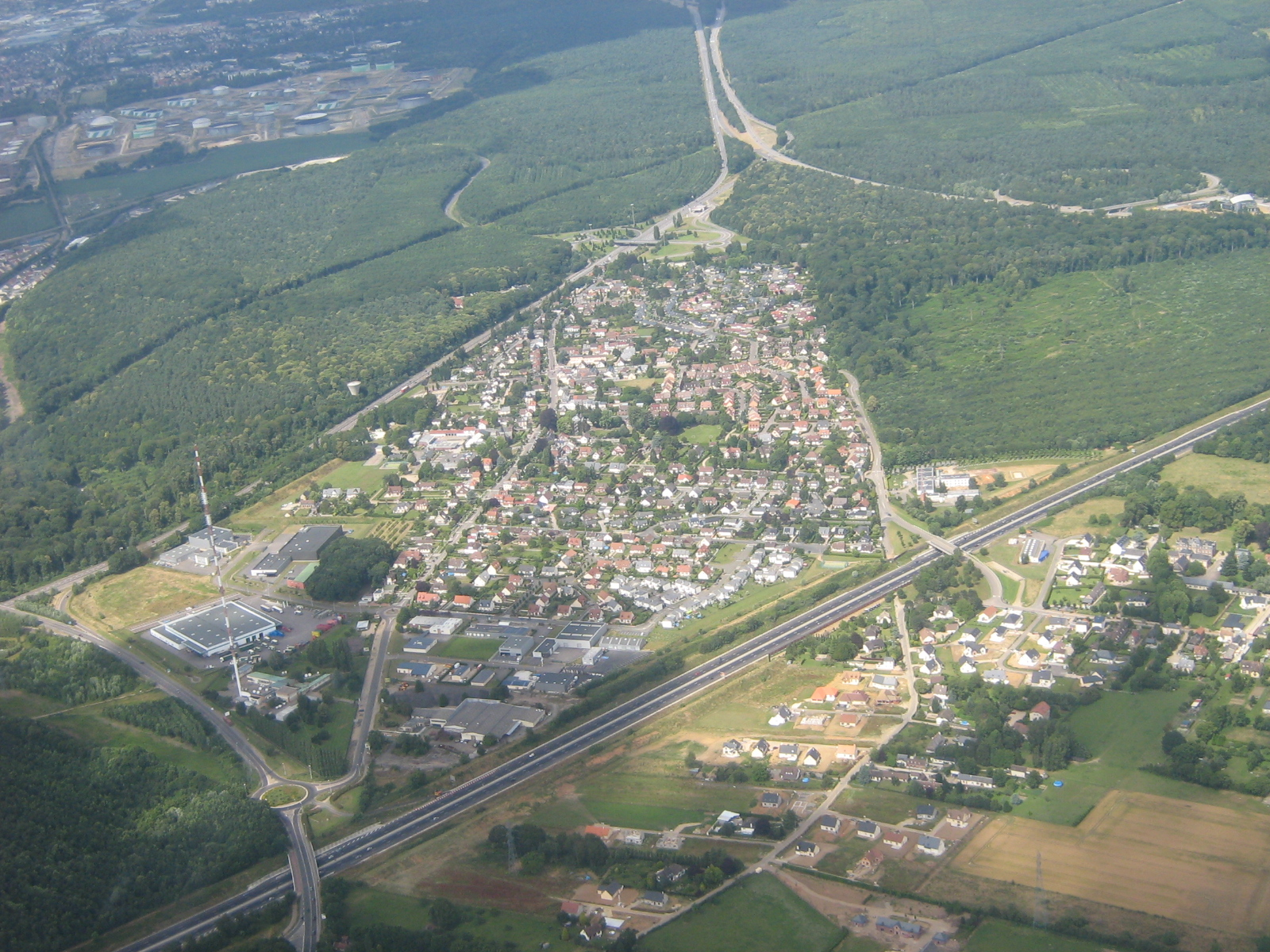
Les Essarts in Grand-Couronne wird von der Autobahn A 13 durchschnitten

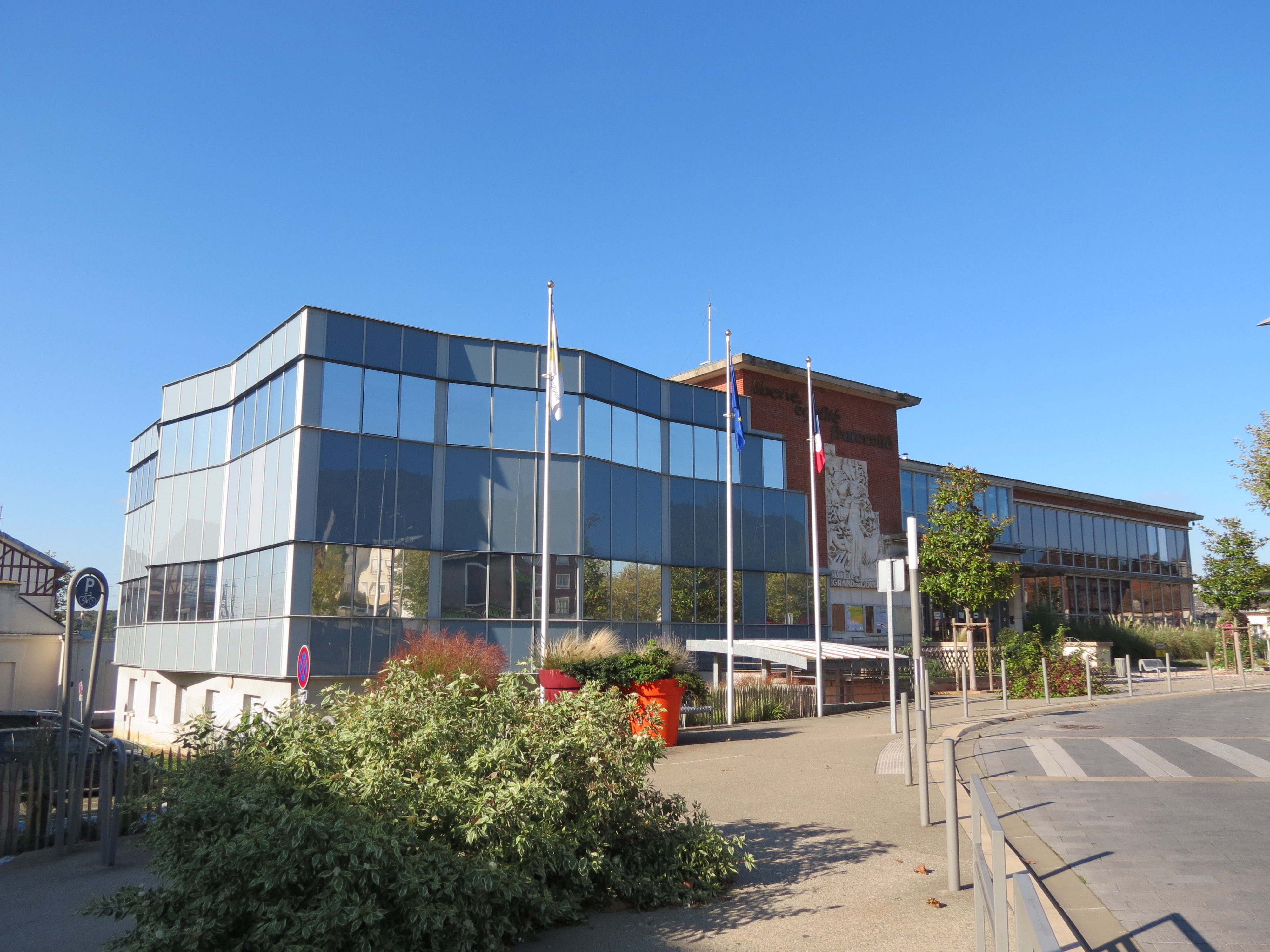
Mairie (Rathaus)

Grand-Couronne liegt an der Seine, ungefähr elf Kilometer südlich von Rouen. Das Stadtgebiet umfasst den gleichnamigen Hauptort und den südwestlich davon gelegenen Ort Les Essarts.

## Geschichte
Mit dem Namen Curthelmi wurde Couronne im Jahr 1025 erstmals erwähnt. Der Namensbestandteil Court ist lateinischen Ursprungs, helmi entstammt dem skandinavischen Sprachraum. Vor der Eroberung durch die Normannen in der zweiten Hälfte des 9. Jahrhunderts existierten dort große klösterliche Güter. Vermutlich um das 12. Jahrhundert wurde die Gemeinde in Grand-Couronne und Petit-Couronne geteilt. 1195 ist die Kirchengemeinde Saint-Martin erstmals dokumentiert.
im Zuge der Revolution trug der Ort vorübergehend den Namen La Réunion. 1844 wurde der Weiler Les Essarts nach Grand-Couronne eingemeindet.
Bis zum Beginn des 20. Jahrhunderts blieb Grand-Couronne ein ländlicher Marktflecken und war landwirtschaftlich und handwerklich geprägt. Lediglich eine kleine Tüllfabrik siedelte sich um 1830 im Ort an, erst im Ersten Weltkrieg kam 1917 eine Gießerei hinzu. 1927 entstanden eine Raffinerie und eine Papierfabrik, 1930 ein Werk für chemische Düngemittel.
Während der deutschen Besetzung Frankreichs im Zweiten Weltkrieg wurde Grand-Couronne 1944 von den Alliierten bombardiert. Bei einem Angriff am 24. Juni jenes Jahres wurde die Innenstadt zerstört, 128 Menschen kamen ums Leben.

## Einwohnerentwicklung
| Jahr                       | 1962 | 1968 | 1975 | 1982 | 1990 | 1999 | 2006 | 2011 | 2016 | 2022 |
| Einwohner                  | 6118 | 6789 | 7749 | 9472 | 9792 | 9442 | 9346 | 9836 | 9676 | 9722 |
| Quellen: Cassini und INSEE |      |      |      |      |      |      |      |      |      |      |

## Sehenswürdigkeiten
- Kirche Saint-Martin

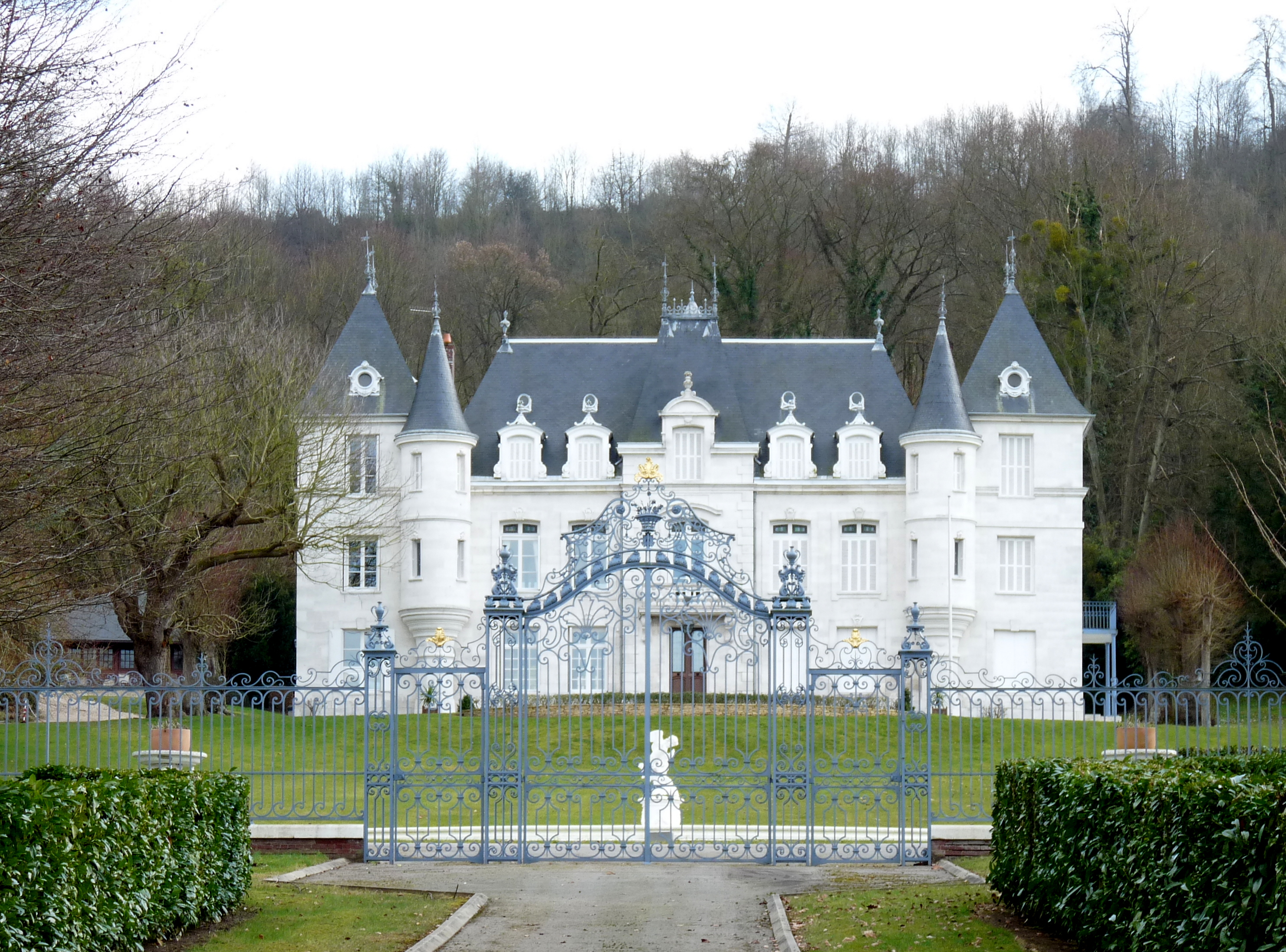
Château du Grésil

- Domaine Saint-Antoine mit Kapelle Saint-Antoine von 1664
- Château du Grésil

## Verkehr
Am 8. Januar 1883 eröffnete die Compagnie du chemin de fer de Paris à Orléans (PO) den Abschnitt von Elbeuf nach Rouen der Bahnstrecke Rouen–Orléans, an dem Grand-Couronne einen Bahnhof erhielt. Personenverkehr findet dort nicht mehr statt, das Empfangsgebäude ist stillgelegt.
Durch das Stadtgebiet verlaufen die Autobahn A 13 und die Nationalstraße N 138 sowie die Departementsstraßen D 3, D 13 und D 132.

## Partnerstädte
- Seelze, Deutschland[5]
- Velten, Deutschland[6]